# Бен Зеэв, Моше
Моше Бен Зеэв (при рождении Боданкин; 8 декабря 1911, Лунинец — 1995, Иерусалим) — израильский адвокат, судья.

## Биография
Бен Зеэв родился в Лунинце в семье Вольфа Боданкина и Сары Гельфанд. Получил традиционное еврейское образование. В 1935 окончил юридическую школу в Вильнюсе. В том же году эмигрировал в Палестину. В 1940 получил постоянную лицензию и начал работать в качестве адвоката в Хайфе. Во время Войны за независимость Израиля он служил в звании майора в военной прокуратуре, а затем в качестве военного судьи. С 1949 продолжил юридическую практику в Хайфе. В 1958 стал судьёй Хайфского окружного суда. В 1963—1968 занимал должность генерального прокурора Израиля. После ухода с поста генерального прокурора возглавлял частную юридическую фирму. С 1980 возглавил комиссию по расследованию злоупотреблений госслужащих, которые были задержаны за коррупцию.